# Milorad Damjanić
Milorad Damjanić (Zagreb, 20. siječnja 1968.) je bivši hrvatski vaterpolist i hrvatski reprezentativac, vaterpolski trener, a danas glavni tajnik ZVS-a. 
S HAVK Mladost osvojio je 11 naslova državnog prvaka i 3 europska klupska naslova. 
Bio je pomoćni trener hrvatske muške reprezentacije na OI 2008. u Pekingu i na EP 2008.
S izbornikom Ratkom Rudićem osvojio je zlato na svjetskom prvenstvu u Melbourneu 2007. godine.[nedostaje izvor]
Vodio je hrvatsku žensku reprezentaciju na EP 2010. kad su hrvatske vaterpolistice nastupile prvi put u povijesti. 